# Matthias Mende (Radsportler)
Matthias Mende (* 23. November 1979 in Berlin) ist ein ehemaliger deutscher Mountainbiker in den Disziplinen Cross-Country und Marathon.
Mendes erzielte 1997 erste internationale Erfolge im Cross Country mit seinem Sieg bei der Europameisterschaft und dem Vizeweltmeistertitel der Junioren. Später wechselte er zum Stevens Jeantex Team und gewann 1999 die Deutsche Meisterschaft der U23. Seit 2003 fuhr er im neu gegründeten Ralph-Denk-Racing Team und belegte den siebten Platz bei den deutschen Meisterschaften.

## Erfolge
1997
- Europameister - Cross Country (Junioren)
- Vizeweltmeister - Cross Country (Junioren)

1999
- Deutscher Meister U23 -Cross Country

2000
- U23 National Championships Serie Cup
- National Championship Serie

2004
- Sachsenmeisterschaft Cyclocross

2005
- Gardasee-Marathon